# Santuccia Carabotti
Santuccia Carabotti, Tarabotti o Terrabotti (Gubbio, 1237 circa – Roma, 21 marzo 1305), è stata una religiosa italiana.
Da lei prendono il nome le "Santucce", l'ordine delle benedettine "Ordo Santucciarum" fondato nel XIII secolo.

## Biografia
Sposata a un nobile della città di Gubbio, dopo la morte dell'unica figlia Giulia, decise con il marito di consacrarsi alla vita monastica. Infatti, mentre lo sposo emise i voti nel monastero benedettino di Gubbio, la Beata ne fondò uno nei pressi della città, di regola benedettina; e quindi si diede a riformare e reggere ventiquattro altri monasteri che assunse sotto la sua direzione fondando la prima congregazione di monache benedettine che sorse in Italia.
Ricevette la protezione di papa Clemente IV, con una bolla in cui decretò che la comunità delle Serve di Maria dipendeva direttamente dalla Santa Sede e concesse anche la protezione al monastero di Santa Maria in Domnica, situato non lontano da Fabriano.
Mariano Armellini cita un testo redatto sotto il pontificato di Alessandro VII, che si riferisce al XIII secolo:
«Nell'anno 1293 fra Jacomo Molara, maestro de' Cavalieri templari, donò a suor Santuccia Carabotti da Gubbio la chiesa di s. Maria in Julia, posta nel rione della Regola, dove, essendo abbadessa, fondò il monastero oggi chiamato s. Anna.» 
Santuccia Carabotti, vi fondò un proprio monastero dedicato a sant'Anna, la madre di Maria. Nel catalogo di Torino (prima metà del XIV secolo) si dice che «monasterium s. Mariae de Iulia habet moniales XL». A partire da questo momento la chiesa è conosciuta con questo nuovo nome, che si impose con il XVI secolo con l'appellativo dei Falegnami o dei Funari. Nella chiesa era conservato un anello che la tradizione indicava come appartenuto a sant'Anna. Santuccia Carabotti morì il 21 maggio 1305 e fu sepolta nella chiesa; ma di questa sepoltura non si trovò traccia al momento della demolizione dell'edificio. Fu venerata come beata, ma il suo culto (21 marzo) non fu mai confermato ufficialmente dalla Chiesa.

## Luoghi delle Santucce in Italia
- Castiglion Fiorentino, monastero
- Città di Castello
- Cortona
- Costacciaro
- Fabriano
- Firenze, Monastero delle Santucce
- Forlì, Chiesa dei Santi Giacomo e Filippo, detta di Valverde, con annesso Monastero
- Sansepolcro, monastero fondato nel 1271